# L'uomo che voglio (film 1940)
L'uomo che voglio è un film del 1940, diretto dal regista Schamyl Bauman.